# Geckolepis polylepis
Geckolepis polylepis is een hagedis die behoort tot de gekko's en de familie Gekkonidae.

## Naam en indeling
De wetenschappelijke naam van de soort werd voor het eerst voorgesteld door Oskar Boettger in 1893. De soortaanduiding polylepis betekent vrij vertaald 'veelschubbig'.

## Uiterlijke kenmerken
Geckolepis polylepis is een relatief kleine gekko die een maximale lichaamslengte bereikt van ongeveer 70 millimeter. De lichaamskleur is lichtbruin, de huid is bedekt met fragiele schubben. Deze visachtige schubben laten gemakkelijk los, om zo aan een belager te ontsnappen als de hagedis wordt vastgegrepen. Van de neusgaten tot de ogen is een zwarte streep aanwezig. De vingers en tenen hebben relatief brede hechtschijfjes, de ogen hebben een verticale pupil.

## Levenswijze
Geckolepis polylepis is nachtactief en klimt veel, er wordt gejaagd in bomen. Overdag verschuilt de hagedis zich onder boombast. De eieren worden op de bodem of in de oksels van palmbladeren gelegd.

## Verspreiding en habitat

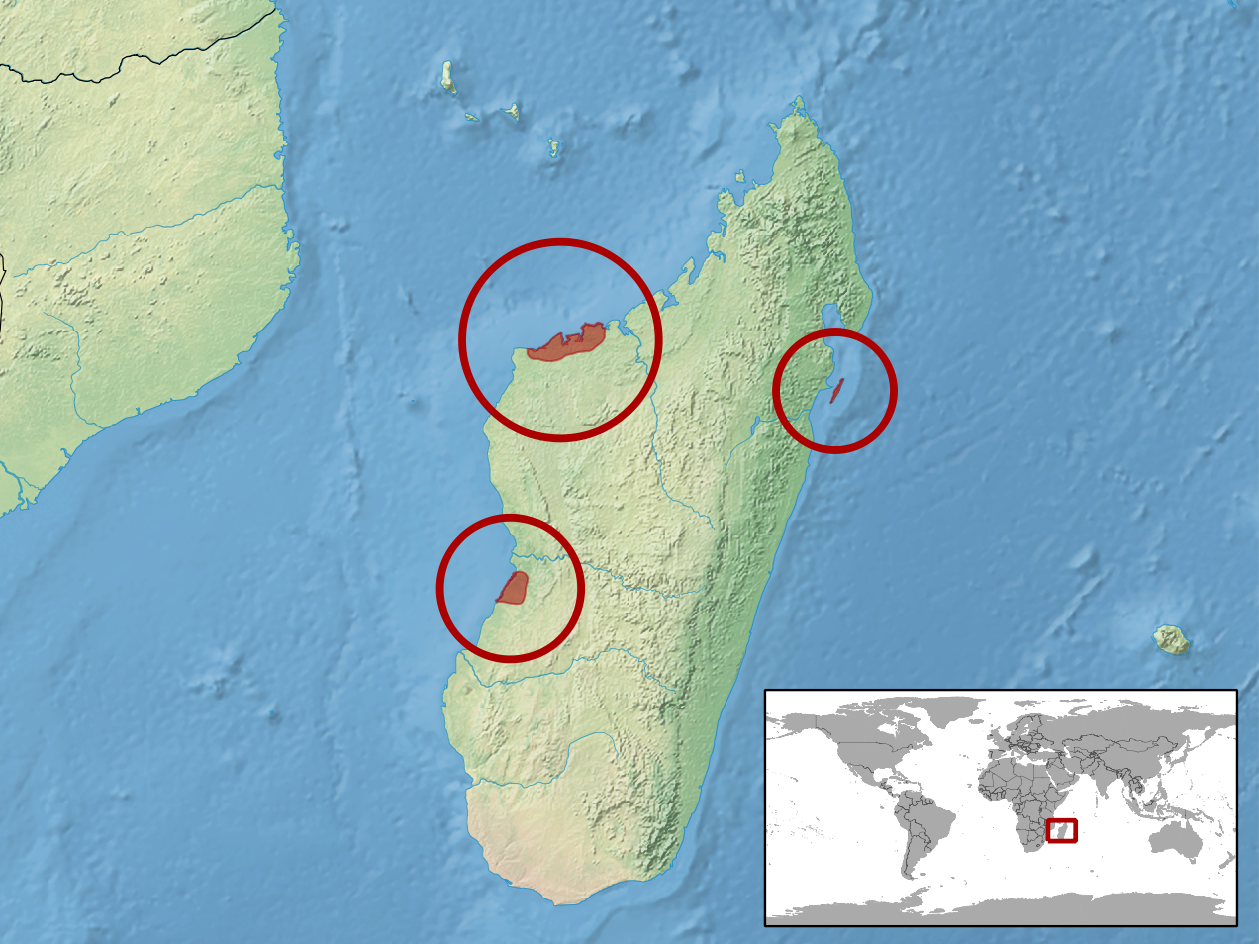
Verspreidingsgebied in Madagaskar in het rood.

Geckolepis polylepis is endemisch op Madagaskar. Het exacte verspreidingsgebied is onbekend, de soort is in drie gebieden op het eiland aangetroffen, namelijk in de droge loofbossen in het noordwesten, de succulente boslanden in het het centrale westen en het eiland Île Sainte-Marie in het oosten. Door de verschillende aard van deze biotopen is het aannemelijk dat deze gekko ook in andere delen van het eiland voorkomt. De habitat bestaat uit droge tropische en subtropische bossen.

## Beschermingsstatus
Door de internationale natuurbeschermingsorganisatie IUCN is de beschermingsstatus 'onzeker' toegewezen (Data Deficient of DD).